# Effetto Ken Burns
Effetto Ken Burns è un effetto di zoom o movimento panoramico effettuato all'interno di un'immagine fissa utilizzata in un montaggio video. Tale effetto serve a vivacizzare il montaggio e a renderlo più dinamico.
Il nome è ispirato dal documentarista statunitense Ken Burns, che ne ha fatto un uso intensivo.
Questo nome è stato reso popolare dal programma iPhoto di Apple, ma è disponibile sotto altri nomi anche in molti altri programmi di montaggio.